# Psalidognathus
Psalidognathus (лат.) (псалидогнатус) — род жуков-усачей Южной и Центральной Америки подсемейства Prioninae (прионины).

## История изучения
В рамках издания 1827-35 гг. переработанной и дополненной английской версии Le Règne Animal в 15-ти томах с отдельным синапсисом знаменитой энциклопедии «Царство животных» французского естествоиспытателя Кювье, род Psalidognathus был введен в систематику английским зоологом George Robert Gray в 1832 году в «Дополнении об усачах» во 2-м томе книги «Класс Insecta», (который одновременно является 15-м томом английского издания «Царства животных») как подрод рода Prionus (Geoffroy, 1762), (см. стр. 115—116 в, а также Илл. 6 в), (род Prionus в то время фактически понимался как соответствующий подсемейству Prioninae (прионины) семейства Cerambycidae (жуки-усачи) в текущей классификации насекомых). Род Psalidognathus был сформирован как состоящий из единственного (на момент описания) нового вида P. friendii который, соответственно, стал типовым видом нового рода Psalidognathus. Позже в роде Psalidognathus были описаны ещё несколько видов. В настоящее время экземпляры этого рода популярны среди коллекционеров благодаря крупным размерам и необычным для жуков-усачей внешнему виду.

## Описание
Представители рода имеют крупные размеры тела и характерную вычурную форму с сильным половым диморфизмом и незначительными различиями между видами рода. Большинство видов рода имеют равномерный чёрный или коричневый окрас тела. Представители вида P. friendii окрашены в металлически-блестящие цвета разных оттенков, от красного до фиолетового. Надкрылья у обоих полов с грубой текстурой. Хорошо развиты мандибулы, особенно у самцов.

## Распространение
Представители рода обитают в Южной и Центральной Америке, на территории стран: Венесуэла, Панама, Коста-Рика, Колумбия, Эквадор, Перу, Бразилия, Боливия.

## Систематика
- Psalidognathus antonkozlovi (Noguchi & Santos-Silva, 2016)
- Psalidognathus cerberus (Santos-Silva & Komiya, 2012)
- Psalidognathus deyrollei (Thomson, 1877)
- Psalidognathus erythrocerus (Reiche, 1840)
- Psalidognathus friendi (Gray, 1832)
- Psalidognathus sallei (Thomson, 1859)
- Psalidognathus modestus (Salazar, 2005)
- Psalidognathus onorei (Quentin & Villiers, 1983)
- Psalidognathus pubescens (Quentin & Villiers, 1983)
- Psalidognathus reichei (Quentin & Villiers, 1983)
- Psalidognathus rufescens (Quentin & Villiers, 1983)
- Psalidognathus thomsoni (Lameere, 1885)
- Psalidognathus vershinini (Zubov & Titarenko, 2019)

## Этимология
Название рода Psalidognathus является производным от греческих слов ψαλίδι (псалиди) — «ножницы» и γνάθος (гнатос) — «челюсти».